# 윤용태
윤용태(1988년 7월 14일 ~ )는 대한민국의 전직 스타크래프트 II 프로게이머이다. free라는 아이디를 사용했으나 pretty으로 바꾸었다. 종족은 프로토스이다.
2005년 하반기 드래프트에서 한빛 스타즈(현 웅진 스타즈)의 5차 지명으로 입단하였다.
2013년 10월 1일 웨이버 선수로 공시되면서 무소속 신분이 되었고 11월 11일 공식 은퇴를 선언하였다.
은퇴 후 아프리카TV에서 Free용태 라는 닉네임으로 스타크래프트 개인 방송을 하고 있다.

## 선수유형
윤용태의 경기 중 플레이 스타일은 그의 별명인 '전투의 신', '전투불패의 뇌제'라는 이름에서 드러나듯, 질럿과 드라군을 위주로 한 프로토스의 게이트웨이 병력 위주의 백병전에서 강력한 컨트롤을 바탕으로 경기를 풀어나가는 스타일이다. 컨트롤에 특화된 그의 특성은 2007년 신희승(은퇴)을 상대로 보여 줬던 옵저버 없이 드라군만으로 마인을 반응시킨 뒤에 뒤로 빠지면서 마인을 제거해주는 소위 '택견 드라군' 컨트롤에서 잘 드러난다. 특징적인 경기 스타일로 2006년 데뷔 당시부터 주목을 받은 윤용태는 프로리그에서 한빛의 에이스로 발돋움하여 신한은행 프로리그 2007 전기리그 다승왕을 차지하는 등, 전통의 명가지만 모기업의 쇠락으로 약팀으로 평가됐던 한빛 스타즈를 지탱하며 팀단위 리그에서 먼저 두각을 나타냈다.
교전으로 이득을 취하는 플레이 스타일상 윤용태는 중후반 경기에서도 병력에 집중하는 운영을 선택하는 경우가 많았다. 그 결과 후반으로 가면 갈수록 자원수급이 상대보다 원활하지 못해서 잘 싸우다 지는 등의 불안정한 모습도 보였지만, 불리한 상황 속에서도 하이 템플러의 싸이오닉 스톰을 기반으로 한 질럿 - 드라군 백병전에서의 뛰어난 교전 컨트롤로 경기를 잡아내는 괴력을 발휘하는 등 (對 이제동전, 클럽데이 온라인 MSL 16강 F조 3경기) 점차 최강의 프로토스 중 한 명으로 떠오르고, 2008년 스타크래프트 리그를 주도하는 6인의 프로토스 '육룡'의 일원인 '뇌룡', '뇌제'라는 칭호를 얻으며 유명세를 탄다.

## 주요 상대선수들과의 전적
최근 아프리카tv로 복귀하여 택뱅리쌍을 뛰어넘는 명경기를 보여주고 있다

#### 이제동
현재 이제동과는 비공식전을 포함해선 8:13으로 이제동이 근소히 앞서고 있으나, 공식전만으로 산출할 경우 8:8로 동률이다. 강력한 공격력을 바탕으로 저그전에서 뛰어난 플레이를 보여 주는 윤용태와 커리어에 비해 비교적 프로토스에게 약한 이제동을 단적으로 보여주는 예라고 할 수 있겠다. 특히 윤용태는 클럽데이 온라인 MSL 2008에서 전시즌 준우승자로 참가했던 이제동을 16강 탈락시키면서 부진에 빠뜨리는 등 어느 정도 천적으로서의 면모를 보여 주었다. 이 둘이 연출한 대표적인 경기로 대부분 2008 클럽데이 온라인 MSL 16강 3경기 아테나 2에서의 명승부를 꼽는다. 다수 자원 기지의 확보로 대물량을 쏟아내던 이제동을 꼼꼼한 방어와 아콘과 리버가 조합된 주력병력의 교전을 통해 제압한 윤용태의 저그전 역량이 발군이었던 경기였다. 그러나 언젠가 경기에서는 예전의 기량을 보이지 못하고 패배하였던 적이 있었고 그 뒤에 또 패하면서 상대전적이 많이 좁혀진 상태다.

#### 이영호
자신이 천적인 사람이 있다면 자신의 천적도 있기 마련이다. 윤용태의 천적은 바로 이영호(KT 롤스터)다. 현재 이영호와 윤용태의 총 전적은 13:5로 이영호가 확실히 압도하고 있다. 윤용태는 신한은행 프로리그 08-09 중 이영호와의 맞대결에서 자원 14000 이상을 지니고 있음에도 불구하고 역전패를 당하는가 하면 하나대투증권 MSL 2010 4강에서도 3:0으로 완패했다. 자신의 생애 최초 스타리그 진출이었던 대한항공 스타리그 2010 시즌2에서 무패의 로열로더가 되기 위해 전승행진을 달리던 윤용태의 로열로더의 꿈을 무너뜨린 장본인 역시 이영호였다. 신한은행 프로리그 09-10 5라운드의 맞대결에서는 매우 불리한 전황을 캐리어로 뒤집는 뚝심을 보여 주기도 했고 SK플래닛 스타크래프트 II 프로리그 12-13 2라운드에서도 승리하였으나, 아직 윤용태는 이영호에게 갚아야 할 것이 아주 많이 남아 있다고 할 수 있겠다.
그러나 2017 기뉴다 팀배틀 GTB에서 이영호와 에이스 결정전에서 맞붙었고 이영호를 꺾고 팀을 4강으로 진출시켰다. 초반 빠른 다크템플러 운영이 손쉽게 막히며 불리한 출발을 했지만, 완벽한 전투력과 섬세한 컨트롤, 화려한 피지컬로 경기를 역전시키며 이영호를 상대로 압도적인 승리를 거뒀다. 이로써 택뱅리쌍의 주축인 이영호를 넘어선 완벽한 실력을 증명했다.

#### 송병구
윤용태는 송병구와 동갑내기 친구 사이로 원래 같은 길드에서 활동했던 사이다. 상대전적은 공식전만으로는 4:4 타이, 그러나 비공식전까지 합하면 4:7로 송병구가 상당히 앞서있다. 최근 대한항공 스타리그 2010 시즌2에서는 윤용태가 송병구를 이기면서 조 1위로 진출했다. (송병구는 조 2위로 진출) 윤용태는 송병구에게 방송에서 많이 괴롭힘을 당하고 있다. (원래 친한 사이라 서로 티격태격하며 지낸다.)

#### 김택용
김택용과의 상대전적은 공식전만으로는 8:8 타이나, 비공식전까지 합치면 9:11으로 김택용이 2점 더 앞서있다. 몇년 전 클럽데이 온라인 MSL 2008에서는 김택용이 4강에서 윤용태를 3:1로 이기며 결승에 진출했었다. 신한은행 프로리그 09-10에서는 윤용태가 김택용을 이겼으며 SK플래닛 스타크래프트 프로리그 시즌1에서도 김택용을 이겼다.

#### 택뱅리쌍과의 관계(총합)
- 윤용태:이영호 5:13
- 윤용태:이제동 공식전 8:8, 비공식전 8:13
- 윤용태:송병구 공식전 4:4, 비공식전 4:7
- 윤용태:김택용 공식전 8:8, 비공식전 9:11

위와 같이 윤용태는 나름 택뱅리쌍에게 선전하고 있었으나 끝까지 더욱 따라잡아야 할 점이 많았었다고 할 수 있다.

#### 정명훈
현재 윤용태와 정명훈과의 상대 스코어는 1:6으로 5점이나 정명훈이 선취하고 있다. 주로 전투를 즐겨하고 센터싸움에 집중하는 윤용태에게 정명훈처럼 센터의 한방보다는 벌쳐 등 메카닉을 이용한 견제로 이득을 보는 테란은 윤용태에게는 큰 약점이 아닐 수가 없었다. 그러나 대한항공 스타리그 2010 시즌2에서 그랜드라인SE에서 정명훈을 이기면서 굴욕적인 스카웃관광을 선사하며 정명훈이 자신의 상성이라는 이미지를 벗어내려고 했으나 그 다음 시즌 박카스 스타리그 2010에서 벌쳐만으로 넥서스가 깨지는가 하면 신한은행 프로리그 10-11 위너스리그에서는 중앙싸움을 거의 한번도 치루지못하고 벌쳐와 마인만으로 거의 모든 멀티,본진까지 타격을 당하는 굴욕적인 플레이까지 윤용태는 당할 수 밖에 없었다. 특히 이 경기는 윤용태의 로스터 말소가 된 이유를 보여주는 경기력을 단적으로 보여주는 예라 할 수 있었다. 거기다가, 2011 MSL 서바이버 토너먼트 시즌2 5조 승자전에서는 2게이트 압박으로 정명훈의 앞마당을 띄우는 성과를 거두고도 정명훈의 벌쳐견제에 심하게 휘둘리다 정명훈의 한방에 무너지는 대역전패까지 당하며 대 정명훈 전에서의 약점을 극복하지 못하고 있다.

#### 박재혁
박재혁에게는 0:4로 크게 밀려 있다. 신한은행 프로리그 2008 1라운드 SKT전 2세트에서 처음 만나 패했고, 빅파일 MSL 2010 32강 D조 1경기에서도 패했고, 신한은행 프로리그 10-11 6라운드 SKT전 2세트에서도 패했고, 진에어 스타리그 2011 듀얼토너먼트 F조 최종전에서도 패했다.

#### 변형태
상대전적에서 공식전만으로는 1:3, 비공식전까지 합쳐서 1:4로 밀려 있다. 비공식전인 XNOTE-인텔센트리노 곰TV 스타 인비테이셔널 16강 C조 6경기, 신한은행 프로리그 2008 2라운드 CJ전 2세트, 신한은행 프로리그 2008 2라운드 CJ전 5세트, 신한은행 프로리그 08-09 3라운드 CJ전 4세트까지 패하며 공식전만으론 0:3, 비공식전까지 포함해서 0:4였다가, 변형태가 공군에 입대하고 나서 치른 신한은행 프로리그 10-11 3라운드 공군전 1세트에서 승리하면서 비공식전까지 포함한 전패를 끊었다. 변형태가 은퇴하면서 다신 맞붙을 수가 없다.

#### 박성균
상대전적 공식전만으로는 5:3, 비공식전까지 합하면 7:3으로 앞서 있다. 신한은행 프로리그 2007 후기리그 2라운드 위메이드전에서 1세트와 5세트에서 만났는데, 1세트는 승리했고 5세트는 패했다.(팀도 2:3으로 졌다.) 그 후 신한은행 프로리그 2008 2라운드 위메이드전 1세트에서 만나 승리하였다.(덩달아 팀도 승리) 7개월 뒤 신한은행 프로리그 08-09 2라운드 위메이드전 4세트에서 만나 패하면서 팀도 패했다.(더불어 웅진 스타즈의 연패도 시작됐다.) 이어 비공식전인 TG삼보-인텔 클래식 시즌2 8강에서 2:0으로 승리하였다. 3라운드 위메이드전 7세트에서는 윤용태, 4라운드 위메이드전 4세트도 윤용태, 그 후 신한은행 프로리그 10-11 1라운드 위메이드전 2세트에서 만났는데 이때는 윤용태가 승리하면서 박성균전 3연승을 이어갔다. 그러나 ABC마트 MSL 2011 E조 2경기에서 패하면서 박성균전 연승이 끝났고 더불어 본인도 MSL에서 2연패로 탈락하고 말았다. 두 선수가 은퇴한 이후 스베누 스타리그 16강에서 다시 맞붙었는데 여기서는 기본경기와 재재재경기에서 박성균을 4회 연달아 제압한다. 하지만 이후 열린 스베누 스타리그 시즌2 3,4위전에서는 박성균에게 1:3으로 무기력하게 패배했다. 스베누 스타리그에서의 전적까지 포함하면 11:6으로 여전한 우세를 점하고 있다.

#### 이윤열
상대전적 공식전만으로는 5:0, 비공식전까지 합치면 7:1로 매우 앞서있다. 비공식전인 2005 3차 듀얼토너먼트 1라운드 A조 4강에서 2:1로 승리하였고, 공식전에서의 만남들은 클럽데이 온라인 MSL 2008 32강 G조 3경기에서 만나 승리하였고 이어서 16강에도 2연승으로 진출하였다. 그리고 8강에서 다시 만나 셧아웃시키며 4강에 진출하였다. 이후 신한은행 프로리그 08-09 3라운드 위메이드전 6세트에서 만나 승리하였다.(이어 박성균도 만나 승리하면서 팀의 승리 확정) 이윤열의 스타2 전향으로 둘은 이젠 만날 기회가 없다.

#### 이성은
상대전적 5:4로 약간 앞서 있다. 1차 스타챌린지 2007 B조 1경기에서 만나 이때는 이성은이 승리하였지만, 이후에는 만나는 족족 윤용태가 승리하면서 윤용태가 이성은전 5연승을 이어갔는데 연승한 내용을 보면 곰TV MSL 시즌3 32강 D조 1경기, 신한은행 프로리그 2007 후기리그 1라운드 삼성전자전 5세트(삼성전자는 이경기에서도 패하면서 4연패를 기록한다.), 신한은행 프로리그 08-09 1라운드 삼성전자전 3세트, 신한은행 프로리그 09-10 1라운드 삼성전자전 2세트(웅진은 이경기에서 3:0 완승을 하며 팀이름이 한빛에서 웅진으로 바뀐 뒤로다가 삼성전자전 첫승을 기록한다), 이어 3라운드 삼성전자전 5세트까지다. 여기까지는 5:1로 전적이 크게 앞서 있었지만, 신한은행 프로리그 10-11 4라운드 공군전 1세트에서 패배한 것을 시작으로다가 ABC마트 MSL 2011 E조 패자전에서 패하면서 2연패 탈락, 6라운드 공군전 5세트에서까지 패배하면서 지금은 윤용태가 이성은전 3연패중. 이때문에 상대전적이 다 따라잡혀버리고 말았다. 참고로 신한은행 프로리그 10-11을 시작으로 윤용태는 부진에 빠져있었고, 이성은이 공군에 입대한 이후로 윤용태전 3연승 중이었으며 현재 이성은은 은퇴해서 다신 만날 기회가 없고 전적도 더 좁혀지지 않는다.

#### 신대근
신대근과의 전적은 상대전적 5:1로 매우 앞서있다. 신한은행 프로리그 08-09 1라운드 이스트로전 4세트에서 처음 만나 승리하였고, 2라운드 이스트로전 2세트도 승리, 3라운드 이스트로전 4세트도 승리(윤용태는 내리 3킬까지 하며 팀의 4:2 승리를 이끈다.), 신한은행 프로리그 09-10 2라운드 이스트로전 3세트도 승리하면서 이때까지는 4:0 무패였었다. 그러나 SK플래닛 스타크래프트 II 프로리그 12-13 5라운드 STX전 3세트에서 처음으로 신대근에 패했다. 그러나 결승전 STX전 4세트에서는 다시 설욕했다.

#### 이재호
상대전적 7:4로 앞서있다. 토스전이 약한 이재호는 대부분의 프로토스 선수들을 상대로다가 상대전적에서 밀리는데, 윤용태 외에 다른 여러 선수들도 많다. SKY 프로리그 2006 후기리그 1라운드 MBC게임전 2세트에서 처음 만났는데 이때는 이재호가 승리, 준플레이오프에서 한빛과 MBC게임이 맞붙었는데 7세트에서 만나 이재호가 또 승리, 2007 2차 듀얼토너먼트 F조 1경기에서도 이재호가 승리했다.(사실 이때까지는 이재호가 윤용태전 3전전승을 달리고 있었다.) 그러나 아레나 MSL 2008 16강에서 두선수가 만났는데, 윤용태가 2:0으로 승리하고 8강에 갔고, 이어 신한은행 프로리그 08-09 2라운드 MBC게임전 5세트도 승리(이경기에서 승리하면서 웅진 스타즈는 6연패를 탈출한다.), 3라운드 MBC게임전 5세트도 윤용태, 5라운드 MBC게임전 3세트도 윤용태, 신한은행 프로리그 09-10 3라운드 플레이오프 3세트도 윤용태, 2010 MSL 시즌1 32강 G조 패자전도 윤용태가 승리하면서 이재호전 7연승을 이어나가다가, 신한은행 프로리그 10-11 1라운드 MBC게임전 1세트에서 윤용태가 이재호에 패했다. 두 선수는 신한은행 프로리그 10-11 4라운드 말부터는 같은 팀으로 개인리그나 스페셜 경기 외에는 만날 일이 없다.

#### 고인규
고인규와의 상대전적 3:0으로 앞서 있다. 대한항공 스타리그 2010 시즌2 36강 B조 1차전에서 2:0으로 승리하며 2차전 진출에 성공했고(2차전에서는 김윤환도 꺾으며 스타리그 본선에 진출한다.), 이어 2011 MSL 서바이버 토너먼트 시즌1 4조 1경기에서도 승리하였다.

#### 민찬기
민찬기와의 상대전적 3:0으로 앞서 있다. 신한은행 프로리그 2007 전기리그 1라운드 MBC게임전 4세트에서 만나서 승리했고, 신한은행 프로리그 08-09 1라운드 MBC게임전 4세트도 승리하였다.(웅진은 리버스 스윕으로 승리하며 한빛이 웅진으로 바뀐 뒤 첫승을 거둔다.) 이어 신한은행 프로리그 10-11 3라운드 공군전 3세트도 승리하였다.

#### 김동건
상대전적 3:1로 앞서 있다. 변형태에게 공식전만으로 0:3, 비공식전까지 포함해 0:4로 밀려있다가 전패를 끊은 것과는 달리 김동건에는 3:0으로 앞서있다가 전승이 끊겼다. 두선수는 신한은행 프로리그 2008 1라운드 삼성전자전 1세트에서 만나 윤용태가 승리했고, 신한은행 프로리그 09-10 2라운드 STX전 4세트도 승리, 신한은행 프로리그 10-11 1라운드 STX전 4세트도 승리하면서 여기까지는 3:0이었다. 하지만 이듬해 신한은행 프로리그 10-11 3라운드 STX전 3세트에서는 패하면서 상대 전적 전승 기록이 끊겨버렸다. 김동건과 비공식전에선 만난 적이 없으며, 김동건의 은퇴로 이제 더이상은 맞붙을 일이 없다.

#### 구성훈
상대전적 공식전만으론 5:3, 비공식전까지 합쳐서 7:3으로 앞서 있다. 도재욱, 김택용과 함께 구성훈의 천적 테란. 두선수는 신한은행 프로리그 08-09 3라운드 화승전 6세트에서 만났는데, 이때 구성훈에 패했고, 그러나 비공식전인 WCG 2009 24강에서 윤용태가 2:0으로 승리하였고, 2년 뒤 하나대투증권 MSL 2010 8강에서 다시 만났는데, 두개의 세트를 먼저 내주긴 했지만 리버스 스윕으로다가 3경기를 내리 승리하면서 상대전적 공식전만의 전패에서 벗어났다. 이후 신한은행 프로리그 10-11 2라운드 화승전 6세트와 6라운드 화승전 2세트도 윤용태가 승리하면서 현재 윤용태가 구성훈전 공식전만으로 5연승 중.

#### 김현우
김현우와의 상대전적 공식전만으론 5:2, 비공식전까지는 5:3로 앞서 있다. 신한은행 프로리그 09-10 1라운드 STX전 2세트에서 만나 윤용태가 승리하였다.(뒤의 두선수도 승리하면서 팀의 시즌 첫승을 이끈다.) 이어 3라운드 STX전 4세트에서도 윤용태, 5라운드 STX전 1세트도 윤용태가 승리하였다.(팀은 승리를 했음에도 불구하고 포스트시즌 진출에 실패한다.) 그러나 경남 - STX컵 마스터즈 2010 3-4위전 STX전 5세트에서는 김현우에 패하면서 비공식전까지 포함한 전승이 끊겼다. 그러나 박카스 스타리그 2010 16강 D조 6경기에서도 승리하였다.(윤용태는 이미 탈락이 확정된 상태였다.) 나흘 뒤, 신한은행 프로리그 10-11 2라운드 STX전 7세트에서 만나서 처음으로 패하면서 공식전만의 상대전적 전승이 끊겼다.(웅진은 2라운드를 7연패까지 포함해 최하위로 2라운드를 마친다.) 이 후 2011 서바이버 토너먼트 시즌2 5조 2경기와 최종전에서 맞붙었는데, 2경기는 승리했지만 최종전은 패하며 MSL 진출에 실패한다.(하지만 MBC게임이 폐국되었기 때문에 어찌 보면 전화위복이라 해도 좋을 듯...)

#### 김구현
육룡의 막내(김구현이 본인입으로다가 이렇게 얘기함) 김구현과의 상대전적은 3:4로 밀린다. 신한은행 프로리그 2008 1라운드 STX전 1세트에서는 윤용태가 승리하였다.{하지만 뒷선수들이 내리 3연패를 하며 한빛(지금은 웅진)은 3:1 역전패를 한다.} 이후 신한은행 프로리그 08-09 2라운드 STX전 4세트(이경기를 패하면서 웅진은 5연패를 기록한다.), 5라운드 STX전 3세트(이경기도 패하면서 3:0 완패), 아발론 온라인 MSL 2009 32강 B조 2경기, 신한은행 프로리그 09-10 4라운드 STX전 5세트까지 윤용태가 김구현에 패했다.(참고로 09-10때 경기에서도 패하며 팀은 3연패를 기록하고 이후로도 3연패를 더했다.) 그러나 대한항공 스타리그 2010 시즌2 16강 D조 2경기에서는 윤용태가 승리하면서 윤용태가 김구현전 4연패를 끊는다. 그 뒤 SK플래닛 스타크래프트 프로리그 시즌2 3라운드 공군전 전반전 1세트에서도 승리하면서 현재 김구현전 2연승 중.

#### 전상욱
상대전적 공식전만으로는 3:4로 밀리나 비공식전까지 합치면 5:5 타이다. 프로토스전이 강력했던 전상욱은 프로토스 선수들에게 강세를 보이곤 했는데, 윤용태도 대표적. 먼저 2007 1차 듀얼토너먼트 B조 패자전에서 만나 윤용태가 승리하였다. 하지만 어린이날 곰TV MSL 시즌2 F조 패자전에서는 전상욱이 승리하면서 설욕했다.(서로 개인리그의 패자전에서 만나는 기이한 현상이 일어났다.) 일주일 뒤 신한은행 프로리그 2007 전기리그 1라운드 SKT전 1세트, 2라운드 SKT전 5세트도 전상욱이 승리하였고, 그러나 WCG 2007 최종 대표선발전 16강 C조에서는 1:2로 패했다. 그 뒤 신한은행 프로리그 2007 후기리그 1라운드 SKT전 4세트도 전상욱이 승리하였다.(윤용태의 패배로 팀은 역전패를 했고 상대전적도 공식전만으로는 1:4, 비공식전까지는 3:5로 벌어졌다.) 하지만 신한은행 프로리그 10-11 2라운드 위메이드전 5세트는 윤용태가 승리하면서 공식전만의 연패를 끊었고, 이어 5라운드 위메이드전 2세트도 윤용태가 승리하면서 상대전적을 공식전만으로는 거의 따라잡았으며 비공식전까지 합쳐서는 타이스코어로 만들었다. 하지만 전상욱의 은퇴로 더 이상 전적은 변하지 않는다.

#### 장윤철
프로토스전이 다소 약한 윤용태는 여러명의 프로토스 천적들이 있는데, 그중에는 장윤철도 있다. 상대전적은 1:4로다가 밀린다. 피디팝 MSL 2010 32강 B조 경기에서 2경기와 최종전에서만 장윤철에 패하며 1승 2패로 탈락했고, 닷새뒤 신한은행 프로리그 10-11 2라운드 하이트전 1세트에서도 패했다.(웅진은 이경기까지 에이스결정전 끝에 패하며 7연패를 하고 만다.), 그러나 SK플래닛 스타크래프트 프로리그 시즌2 1라운드 CJ전 후반 2세트에서 승리하면서 상대 전적 전패를 끊었다. 그러나 3라운드 CJ전 전반전 2세트에서 다시 패했다.

#### 오영종
오영종에게는 열세이다. SKY 프로리그 2006 후기리그 르까프전 2세트, 신한은행 프로리그 2007 전기리그 1라운드 르까프전 2세트, 2라운드 르까프전 1세트까지 모두 패하면서 0:3이었다. 하지만 이듬해 신한은행 프로리그 2008 1라운드 르까프전 2세트와 신한은행 프로리그 08-09 5라운드 공군전 5세트에서는 승리하면서 거의 따라잡았다. 하지만 신한은행 프로리그 09-10 1라운드 공군전 5세트에서 또 패했다. 상대전적은 2:4로 열세. 오영종의 은퇴로 둘은 이제 더 이상 만날 일이 없다. 또 이와 별개로 오영종과 서로 친한사이다.

#### 박정석
박정석에게는 강하다. 신한은행 프로리그 2007 전기리그 2라운드 KTF전 1세트, 신한은행 프로리그 08-09 4라운드 공군전 4세트, 5라운드 공군전 4세트까지 모두 승리하면서 3:0이 되었다. 박정석이 은퇴하면서 둘은 이제 더 이상 만날 일이 없다.

#### 손주흥
손주흥에게는 매우 앞서있다. 곰TV MSL 시즌3 16강 C조 경기에서 처음 만났는데, 윤용태가 2:1로 승리하며 8강 진출에 성공했다. 이후로는 쭉 프로리그에서만 만났는데, 신한은행 프로리그 08-09 1라운드 르까프전 2세트에서는 패했지만, 2라운드 르까프전 1세트, 5라운드 화승전 4세트, 신한은행 프로리그 09-10 4라운드 화승전 4세트, 신한은행 프로리그 10-11 3라운드 화승전 3세트까지는 모두 윤용태가 승리하면서 손주흥전 4연승을 하였다. 상대전적 6:2로 강세. 손주흥의 은퇴로 둘은 이제 더 이상 만날 일이 없다.

#### 김상욱
김상욱에는 약간 밀려있다. 본래는 신한은행 프로리그 2007 후기리그 온게임넷전 1세트에서 패했고, 2009 MSL 서바이버 토너먼트 시즌2 12조 2경기와 최종전에서만 김상욱에 패하며 MSL 진출에 실패하며 0:3까지 벌어졌었으나, 빅파일 MSL 2010 32강 D조 패자전에서 승리하면서 전패를 끊는 동시에 설욕에 성공했고, 이어 피디팝 MSL 2010 서바이버 토너먼트 4조 승자전에서도 승리하면서 상대전적을 2:3까지 따라잡는데 성공. 그래도 상대전적은 2:3으로 약간 밀리며 김상욱이 2011년 2월, 은퇴를 해서 없기 때문에, 이 전적은 더 이상 변함없다.

#### 유병준
유병준과의 상대전적은 매우 강력하다. 프로리그에서 4차례, 포스트시즌에서 한차례 만났었다. 첫만남은 신한은행 프로리그 09-10 5라운드 이스트로전 1세트로 이때 윤용태가 승리했으며, 신한은행 프로리그 10-11 1라운드 삼성전자전 2세트, 5라운드 삼성전자전 1세트까지 모두 승리하면서 3:0이었다. 하지만 6강 플레이오프 1차전 삼성전자전 6세트에서 패하면서 전승이 끊겼다. 그러나 SK플래닛 스타크래프트 프로리그 시즌1 1라운드 삼성전자전 1세트에서 다시 승리하였다. 상대전적 이로써 4:1 강세. 유병준의 은퇴로 이 전적은 변함이 없다.

#### 김윤환
저그 김윤환이 아닌 테란 김윤환과의 전적은 공식전만으로는 1:0, 비공식전까지 합치면 3:1 강세다. 신한은행 프로리그 2007 전기리그 2라운드 KTF전 1세트에서 처음 만나 윤용태가 승리, 2008 1차 스타챌린지 예선 F조 결승에서도 2:1로 승리했다. 테란 김윤환의 은퇴로 둘은 더는 만날 일이 없다.

#### 허영무
허영무와의 전적은 공식전만으로는 2:4이지만, 비공식전까지 합치면 2:8 더 열세다. 비공식전인 제4회 수퍼바이트 e스포츠 8강 D조에서 허영무에 패배, 아레나 MSL 2008 32강 B조 승자전에서는 윤용태가 승리, 그러나 신한은행 프로리그 2008 2라운드 삼성전자전 2세트에서는 패배, TG삼보-인텔 클래식 시즌2 4강 B조에서도 0:3 셧아웃, 신한은행 프로리그 09-10 2라운드 삼성전자전 3세트에서도 허영무에 패했다. 그리고 한동안 만남이 없다가, SK플래닛 스타크래프트 II 프로리그 12-13 2라운드 삼성전자전 4세트에서 오랜만에 만나 또 패했다. 그러나 4라운드 삼성전자전 3세트에서는 설욕했다. 그러나 5라운드 삼성전자전 5세트에서는 또 패했다. 스베누 스타리그에서는 16강에서 만나 기본경기와 재재경기까지 허영무에게 3번 연속 발목을 잡혔으나 재재재경기에서는 결국 승리하고 허영무를 탈락시킨다. 스베누 리그에서의 전적을 포함하면 3:10으로 압도적 열세.

#### 염보성
염보성과의 전적은 공식전만으로는 5:4 앞서지만, 비공식전까지 합치면 9:11로 밀린다. 신한은행 프로리그 2007 전기리그 1라운드 MBC게임전 5세트에서 처음 만나 윤용태가 승리, 비공식전인 WCG 2007 최종 대표선발전 8강 C조에서는 2:1 승리, 2008년 3월 열린 올스타 스킨스 매치에서는 2:5 패배, 신한은행 프로리그 08-09 1라운드 MBC게임전 5세트, 3라운드 MBC게임전 6세트까지 승리하면서 공식전만으로는 앞서고 있었으나, 신한은행 프로리그 09-10 3라운드 위너스리그 플레이오프 6세트에서는 매치포인트 상태에서 처음으로 공식전에서 염보성에 패했으며, 하나대투증권 MSL 2010 16강 E조에서는 다시 윤용태가 2:1로 승리했으며, 대한항공 스타리그 2010 시즌2 오후조 36강 시드 와일드카드 8강 2경기에서는 염보성에 패배, 신한은행 프로리그 10-11 2라운드 MBC게임전 4세트에서는 매치포인트 상태에서 패하면서 팀도 리버스 스윕으로 역전패했고, 3라운드 MBC게임전 6세트에서도 패하면서 현재 공식전만으로 2연패, 비공식전까지 합쳐서는 3연패 중이다. 여담으로 비공식전만 보면 염보성에 4:7로 밀린다. 염보성의 은퇴로 이 전적은 그대로 가게 된다.

#### 신노열
신노열과의 전적은 1:3으로 밀린다. 신한은행 프로리그 09-10 2라운드 위메이드전 4세트에서 패배, 3라운드 위메이드전 6세트에서도 패하면서 팀도 패배, 그러나 신한은행 프로리그 10-11 4라운드 위메이드전 4세트에서는 승리하면서 전패 탈출, 그러나 SK플래닛 스타크래프트 프로리그 시즌2 2라운드 위메이드전 전반전 2세트에서는 다시 패했다.

#### 김성대
그러나 김성대와의 전적은 반대로 3:1로 앞선다. 첫 만남인 신한은행 프로리그 08-09 3라운드 이스트로전 6세트에서 승리, 그러나 신한은행 프로리그 09-10 3라운드 이스트로전 1세트에선 패했고, 더불어 팀도 선봉올킬패를 당했다. 그러나 신한은행 프로리그 10-11 준플레이오프 KT전 1차전 6세트에선 다시 설욕, SK플래닛 스타크래프트 II 프로리그 12-13 2라운드 KT전 1세트에서도 승리하였고, 더불어 뒤의 세선수들에게도 승리하면서 선봉올킬도 달성했다.

#### 김재훈
그러나 김재훈과의 전적은 2:4로 밀린다. 첫만남인 신한은행 프로리그 08-09 4라운드 MBC게임전 2세트에서는 김재훈에 패배, 그러나 신한은행 프로리그 09-10 3라운드 위너스리그 플레이오프 MBC게임전 5세트에서는 윤용태가 승리, 그러나 신한은행 프로리그 10-11 6라운드 MBC게임전 2세트에서는 또 패배, SK플래닛 스타크래프트 II 프로리그 12-13 3라운드 제8게임단전 3세트에서는 윤용태가 승리, 그러나 5라운드 제8게임단전 5세트와 6라운드 제8게임단전 4세트에서는 연달아 김재훈에 패했다.

## 부진과 로스터 말소까지, 손목 부상으로 인한 기량 저하, 재기의 발판
윤용태는 한때 부진에 빠져있었다. 자신의 팀인 웅진 Stars의 잦은 연패에 자기도 패배를 많이 경험하고 있었는데 이는 윤용태의 예전 팬이었던 '용태천사'와 관련있는 일이라고 팬들은 예상하고 있다. 박카스 스타리그 2010에서 16강에서 1승 2패로 탈락, 피디팝 MSL 2010에서도 장윤철에게만 2번 패배하면서 탈락했다. 그만큼 양대리그에서 탈락했음에도 불구하고 프로리그에서도 얼마 활약을 하지 못했다. 그 때문에 팀은 7연패까지 경험했고, 다시 위너스 리그에서 윤용태는 패배를 극복하고 공군 ACE전에서 3Kill을 하면서 나름 부진에서 빠져나오려는 노력을 했었으나 STX SouL 김동건에게 3킬을 허용, 자신이 공식전만으로 하면 당시 8:5로 앞서던 이제동을 상대로 위너스리그에서 패했었고, 정명훈에게는 자신의 장기인 전투는 후반까지 거의 한번도 하지 못하며 벌쳐만으로 휘둘리며 패배함으로써 계속된 부진에 결국 웅진 Stars 감독 이재균은 2011년 2월 로스터에서 윤용태를 제외하였으나 3월 로스터에 윤용태를 다시 복귀시켰다. 복귀전에서 윤용태는 상대가 프로토스전이 약한 이성은임에도 불구하고 벌쳐에 휘둘리며 복귀전을 패배로 시작했었다. 이 후에도 프로리그에서 좀처럼 승리를 많이 하지 못해 아직 기량이 덜 회복되어 있는 상태였다. 그쯔음에 윤용태는 손목 부상을 입어서 치료를 받아야만 했고, 이 때문에 윤용태는 게임을 집중적으로 할 수 없었다. 그리고 치료기간 도중에 다시 게임을 해서 재발까지 하는 등 악재가 잇따랐었다. 나중엔 치료를 무사히 마쳤고 다시 재기를 노리고 있었다.

## 생애 첫 위너스리그 올킬 기록
윤용태는 장기간 부진에 빠졌었지만, 조금씩 나아가는 경기력으로 부진을 극복해 나가고 있었다. 그러나 SK플래닛 12-13 프로리그 2라운드에서부터 뛰어난 기량을 선보이며 웅진을 상위권에 올리는데 큰 기여를 하였으며, 다른 팀도 아닌 위너스리그의 최강 팀 KT 롤스터를 상대로 생애 첫 올킬을 기록하였다. 이후 3라운드에서는 윤용태가 팀 주장까지 맡게 되었다.

## 스타크래프트 2에서 맞이한 전성기
윤용태는 개인리그 우승은 없었지만, 한때는 육룡이라 불릴 정도로 강한 프로토스 선수 중 하나였다. 그러나 2010년부터 장기간 부진에 빠져, 주전에서도 제외될 정도였다. 그 기간동안 윤용태는 고질적인 손목 치료를 마쳤고, 스타2로 다시 예전 모습을 되찾아가고 있다. 2라운드에서 위너스리그 최강 팀인 KT 롤스터를 상대로 생애 첫 올킬을 기록였으며, 팀의 에이스 선수인 김유진과 같이 승리를 많이 하여 웅진의 강력한 1승카드로 다시 맹활약했다. 현재 협회 선수 중 두번째로 경력이 오래된 선수로 등록이 되어 있다.(송병구가 1년 더 데뷔가 빠름, 다만 생일은 윤용태가 1달 더 빠름)

## 은퇴
모기업의 자금난등을 이유로 웅진 스타즈는 게임단 축소를 결정하였고. 이 과정에서 김명운(은퇴),윤용태 등 다수의 선수가 웨이버 공시가 되었다. 이들 중 대부분은 은퇴 혹은 개인방송을 선택하였고. 윤용태 또한 은퇴를 선택하였다.

## 별명
- (전투 불패의) 뇌제 : 하이 템플러의 사이오닉 스톰을 매우 잘 사용하기 때문에 붙여진 별명
- (전투 필패의) 뇌제거 : (전투 불패의) 뇌제에서 파생된 별명으로 최근 경기력이 좋지 않은 윤용태를 조롱하는 뜻에서 붙여진 별명
- 전투의 신 : 대규모 전투를 매우 잘 해서 붙여진 별명
- 고깃국 먹은 윤용태 : 웅진 스타즈로 팀이 재창단한 이후 선수단 처우가 좋아져 윤용태의 성적도 오르자 붙여진 별명
- 태뱅리쌍 : 근년 스타크래프트 리그의 선도적인 선수 4인(김택용, 송병구, 이제동, 이영호)을 '택뱅리쌍'이라 칭하는데, 양대 리그에서 탈락하는 등 부진한 모습을 보였던 김택용을 '택뱅리쌍'에서 제명하고 그 자리에 윤용태를 넣자 하여 붙여진 칭호 2013년 김택용이 결국 은퇴해 윤용태가 기량만 회복하면 다시 쓸수 있는 칭호가 되었다.
- 14000 토스 : 위의 설명처럼 이영호와의 대결에서 자원이 14000이나 되면서도 패하여 붙은 별명이다.

## 스타리그에서의 도전
윤용태는 2006년 1월 데뷔와 동시에 당대 최강의 테란 중 하나인 이윤열을 오프라인 예선에서 탈락시키는 파란을 일으키며 K-SWISS 듀얼 토너먼트에 진출했다. 이 전도유망한 프로토스 유저가 쌓게 될 지독한 스타리그와의 악연을 예상할 이는 없었다. 윤용태는 듀얼 토너먼트만 4차례 도전했으나 모두 탈락했고, 듀얼 토너먼트가 폐지된 이후로는 연거푸 오프라인 예선에서 탈락하며 2010년 6월 11일 이전까지 스타리그와 연을 맺지 못했다. 대한항공 스타리그 2010 Season 2의 오프라인 예선을 통과하며 늦깍이 로열로더 후보가 된 윤용태는 매서운 기세로 스타리그에의 한풀이에 나섰다. 윤용태는 36강 1차전에서 고인규에게 2:0 승리, 2차전에서 김윤환에게 2:0 승리하며 가뿐히 16강에 진입한다. 16강에서 윤용태는 김구현, 정명훈, 송병구에게 차례로 승리하며 3전 전승으로 8강 진출에 성공했다. 이후 8강에서 부담스러운 상대인 팀동료 김명운을 만났지만, 역시나 2:0으로 완파하며 9전 전승으로 4강에 안착하며, 사상 최초 스타리그 '전승 우승'이자 '전승 로열로더'의 꿈을 키워나갔다. 그러나 윤용태의 4강 상대는 전적상으로도 열위에 놓여 있던 현존 최고의 프로게이머 이영호였다. 윤용태의 기세는 연이은 실수로 두 경기를 내리 내주며 무너졌고, 극단적인 전진 게이트웨이 전략으로 한 경기를 만회하였지만 결국 이영호에게 1:3으로 패배하며 윤용태는 분루를 삼켜야 했다. 그러나 검증된 기량에도 불구하고 스타리그의 커리어가 없어 '반쪽 선수'라는 오명을 감수했던 윤용태로서는 큰 의미가 있는 시즌이었음에 분명하다. 하지만 현재 진행되는 박카스 스타리그 2010에서 16강에서 신동원, 정명훈에게 차례로 패하면서 다음 준비된 김현우전에서 승리를 거뒀으나 상관없이 탈락했다. 이어 진에어 스타리그 2011 듀얼토너먼트에서도 최종전 끝에 1승 2패로다가 탈락했다.

## 2011년 1월 랭킹 10위권 선수들과의 관계
윤용태는 거의 모든 2011년 1월 랭킹 10위권 선수들에게 상대전적에서 밀리고 있으며, 그로 인해 스타크래프트 갤러리 등에서 A급 판독기로 불리고 있다.
- 윤용태 5 : 13 이영호
- 윤용태 8 : 7 이제동 (비공식전까지 합치면 8:12 열세)
- 윤용태 1 : 6 정명훈
- 윤용태 8 : 8 김택용 (비공식전까지 합치면 9:11 열세)
- 윤용태 2 : 4 김구현
- 윤용태 3 : 4 송병구 (비공식전까지 합치면 3:7 열세)
- 윤용태 5 : 4 염보성 (비공식전까지 합치면 9:11 열세)
- 윤용태 5 : 5 김윤환 (비공식전까지 합치면 7:5 강세)
- 윤용태 1 : 2 신동원

## 주요 기록

### 전적
통산전적 (13.05.19 기준, 스타2 전적포함)
|             | 경기 | 승-패   | 승률  |
| ----------- | ---- | ------- | ----- |
| 대 테란     | 161  | 89–72   | 55.3% |
| 대 저그     | 151  | 86–65   | 57.0% |
| 대 프로토스 | 131  | 70–61   | 53.4% |
| 총합        | 443  | 245–198 | 55.3% |

### 개인리그
2005년
- 제13회 커리지 매치 입상

2006년~2008년
- 곰TV MSL 시즌1 16강
- 곰TV MSL 시즌2 32강
- 2007 서울 국제 e스포츠 페스티벌 스타크래프트 256강전 16강
- 신한은행 프로리그 2007 전기리그 개인전 다승왕
- WCG 2007 스타크래프트 부문 한국 대표 선발전 4위
- 곰TV MSL 시즌3 8강
- 곰TV 스타 인비테이셔널 16강
- 곰TV MSL 시즌4 32강
- 아레나 MSL 2008 8강
- 클럽데이 온라인 MSL 2008 3위

2009년~2016년
- 곰TV TG삼보-인텔 클래식 2008 시즌2 4강
- 로스트사가 MSL 2009 16강
- 아발론 MSL 2009 32강
- 하나대투증권 MSL 2010 4위
- 빅파일 MSL 2010 32강
- 대한항공 스타리그 2010 Season 2 3위
- 박카스 스타리그 2010 16강
- 피디팝 MSL 2010 32강
- ABC마트 MSL 2011 32강
- 진에어 스타리그 2011 24강
- 스베누 10차 소닉 스타리그 8강
- 헝그리앱 스타즈 리그 위드 콩두 8강
- 스베누 11차 소닉 스타리그 시즌 2 4위
- VANT 36.5 대국민 스타리그 8강